# Austria en los Juegos Olímpicos de Chamonix 1924
Austria estuvo representada en los Juegos Olímpicos de Chamonix 1924 por un total de 4 deportistas que compitieron en patinaje artístico.

## Medallistas
El equipo olímpico austríaco obtuvo las siguientes medallas:
| Nombre                         | Deporte            | Competición  |
| ------------------------------ | ------------------ | ------------ |
| Oro                            |                    |              |
| Herma Planck-Szabó             | Patinaje artístico | Individual F |
| Helene Engelmann Alfred Berger | Patinaje artístico | Parejas      |
| Plata                          |                    |              |
| Willy Böckl                    | Patinaje artístico | Individual M |
| Bronce                         |                    |              |
| —                              |                    |              |